# Volley Lupi Santa Croce 2021-2022
Questa voce raccoglie le informazioni riguardanti la Volley Lupi Santa Croce nelle competizioni ufficiali della stagione 2021-2022.

## Stagione
Nella stagione 2021-22 la Volley Lupi Santa Croce assume la denominazione sponsorizzata di Kemas Lamipel Santa Croce.
Partecipa per la trentesima volta, la sesta consecutiva, alla Serie A2; chiude la regular season di campionato al secondo posto in classifica, qualificandosi per i play-off promozione: giunge fino alle semifinali dove viene eliminata dal Cuneo.
Grazie al quarto posto in classifica al termine del girone di andata della regular season partecipa alla Coppa Italia di Serie A2: viene eliminata nei quarti di finale dal Tricolore.

## Organigramma societario
Area direttiva
- Presidente: Piero Conservi
- Vicepresidente: Alberto Lami

Area tecnica
- Allenatore: Cézar Douglas
- Allenatore in seconda: Francesco Pieri
- Scout man: Matteo Morando
- Assistente scout man: Giacomo Finisini
- Direttore sportivo: Alessandro Pagliai
- Responsabile settore giovanile: Fausto Zingoni

Area comunicazione
- Ufficio stampa: Andrea Costanzo, Francesco Rossi
- Relazioni esterne: Andrea Landi
- Fotografo: Simona Bernardini
- Grafica: Alejandra Olivera

Area marketing
- Responsabile ufficio marketing: Alberto Lami

Area sanitaria
- Medico: Angelo Scaduto
- Preparatore atletico: Diego Alpi, Michael Lemmi, Giulia Petrelli
- Fisioterapista: Alessandro Rocchini, Enrico Sergi

## Rosa
| N° | Nome                 | Ruolo | Data di nascita   | Nazionalità sportiva |
| -- | -------------------- | ----- | ----------------- | -------------------- |
| 2  | Giovanni Sposato     | L     | 6 aprile 2002     | Italia               |
| 3  | Roberto Festi        | C     | 30 gennaio 1994   | Italia               |
| 4  | Domenico Pace        | L     | 2 agosto 2000     | Italia               |
| 5  | Davide Giovannetti   | P     | 26 novembre 2001  | Italia               |
| 6  | Francisco de Souza   | O     | 19 giugno 1990    | Brasile              |
| 7  | Leonardo Colli       | S     | 15 marzo 1996     | Italia               |
| 8  | Martins Arasomwan    | C     | 1º gennaio 1995   | Italia               |
| 9  | Alessandro Acquarone | P     | 20 settembre 1999 | Italia               |
| 10 | Filippo Menchetti    | S     | 28 marzo 2003     | Italia               |
| 11 | Lorenzo Caproni      | C     | 21 dicembre 2001  | Italia               |
| 12 | Tommaso Riccioni     | S/O   | 11 marzo 2003     | Italia               |
| 13 | Michele Fedrizzi     | S     | 21 maggio 1991    | Italia               |
| 15 | Alessio Ferrini      | S     | 15 ottobre 1995   | Italia               |

## Mercato
| Acquisti | Acquisti           | Acquisti           | Acquisti   |
| R.       | Nome               | da                 | Modalità   |
| -------- | ------------------ | ------------------ | ---------- |
| C        | Martins Arasomwan  | Porto Robur Costa  | definitivo |
| S        | Michele Fedrizzi   | Olimpia Bergamo    | definitivo |
| S        | Alessio Ferrini    | Mondovì            | definitivo |
| P        | Davide Giovannetti | Arno               | definitivo |
| S        | Filippo Menchetti  | Sir Safety Perugia | definitivo |
| L        | Domenico Pace      | Tuscania           | definitivo |

| Cessioni | Cessioni                 | Cessioni            | Cessioni   |
| R.       | Nome                     | a                   | Modalità   |
| -------- | ------------------------ | ------------------- | ---------- |
| L        | Andrea Andreini          | Energy Parma        | definitivo |
| S        | Andrea Bulfon            | Impavida Ortona     | definitivo |
| S        | Niccolò Cappelletti      | Impavida Ortona     | definitivo |
| C        | Riccardo Copelli         | Libertas Brianza    | definitivo |
| P        | Leonardo Di Marco        | Diavoli Rosa        | definitivo |
| S        | Paolo Di Silvestre       | Rinascita Lagonegro | definitivo |
| S        | Francesco Prosperi Turri | Tuscania            | definitivo |
| C        | Gabriele Robbiati        | Macerata            | definitivo |
| L        | Alessandro Sorgente      | Emma Villas         | definitivo |

## Risultati

### Serie A2

#### Girone di andata
| 1ª Giornata - 10 ottobre 2021 PalaManera, Mondovì                  | Mondovì           | 0 - 3 | Lupi Santa Croce    | 25-27, 19-25, 18-25               |
| 2ª Giornata - 17 ottobre 2021 PalaParenti, Santa Croce sull'Arno   | Lupi Santa Croce  | 3 - 0 | Porto Viro          | 25-11, 25-20, 25-20               |
| 3ª Giornata - 24 ottobre 2021 PalaSanFilippo, Brescia              | Atlantide Brescia | 1 - 3 | Lupi Santa Croce    | 19-25, 23-25, 25-23, 24-26        |
| 4ª Giornata - 31 ottobre 2021 PalaParenti, Santa Croce sull'Arno   | Lupi Santa Croce  | 2 - 3 | Libertas Brianza    | 21-25, 25-18, 25-22, 25-27, 10-15 |
| 5ª Giornata - 7 novembre 2021 PalaPozzoni, Cisano Bergamasco       | Olimpia Bergamo   | 3 - 0 | Lupi Santa Croce    | 25-23, 25-21, 25-17               |
| 6ª Giornata - 14 novembre 2021 PalaParenti, Santa Croce sull'Arno  | Lupi Santa Croce  | 1 - 3 | Cuneo               | 23-25, 22-25, 25-20, 17-25        |
| 7ª Giornata - 20 novembre 2021 PalaGrotte, Castellana Grotte       | New Mater         | 3 - 2 | Lupi Santa Croce    | 25-19, 18-25, 25-14, 15-25, 21-19 |
| 8ª Giornata - 28 novembre 2021 PalaParenti, Santa Croce sull'Arno  | Lupi Santa Croce  | 3 - 0 | Rinascita Lagonegro | 25-17, 25-13, 25-20               |
| 9ª Giornata - 5 dicembre 2021 PalaVicentini, Caorle                | Motta             | 3 - 2 | Lupi Santa Croce    | 25-23, 25-15, 23-25, 14-25, 15-13 |
| 11ª Giornata - 12 dicembre 2021 PalaParenti, Santa Croce sull'Arno | Lupi Santa Croce  | 3 - 0 | Impavida Ortona     | 25-22, 25-22, 25-18               |
| 12ª Giornata - 19 dicembre 2021 PalaParenti, Santa Croce sull'Arno | Lupi Santa Croce  | 2 - 3 | Tricolore           | 25-17, 26-28, 25-22, 23-25, 12-15 |
| 13ª Giornata - 19 gennaio 2022 PalaMensSana, Siena                 | Emma Villas       | 0 - 3 | Lupi Santa Croce    | 17-25, 17-25, 14-25               |

#### Girone di ritorno
| 14ª Giornata - 9 febbraio 2022 PalaParenti, Santa Croce sull'Arno     | Lupi Santa Croce    | 3 - 0 | Mondovì           | 28-26, 25-22, 25-7                |
| 15ª Giornata - 13 febbraio 2022 Palazzetto dello Sport, Porto Viro    | Porto Viro          | 0 - 3 | Lupi Santa Croce  | 21-25, 23-25, 24-26               |
| 16ª Giornata - 15 gennaio 2022 PalaParenti, Santa Croce sull'Arno     | Lupi Santa Croce    | 2 - 3 | Atlantide Brescia | 17-25, 18-25, 25-21, 25-23, 7-15  |
| 17ª Giornata - 23 gennaio 2022 PalaFrancescucci, Casnate con Bernate  | Libertas Brianza    | 0 - 3 | Lupi Santa Croce  | 16-25, 18-25, 19-25               |
| 18ª Giornata - 30 gennaio 2022 PalaParenti, Santa Croce sull'Arno     | Lupi Santa Croce    | 3 - 0 | Olimpia Bergamo   | 25-17, 25-20, 25-19               |
| 19ª Giornata - 6 febbraio 2022 PalaCastagnaretta, Cuneo               | Cuneo               | 2 - 3 | Lupi Santa Croce  | 25-14, 25-21, 18-25, 22-25, 10-15 |
| 20ª Giornata - 20 febbraio 2022 PalaParenti, Santa Croce sull'Arno    | Lupi Santa Croce    | 3 - 0 | New Mater         | 25-17, 25-23, 25-20               |
| 21ª Giornata - 27 febbraio 2022 Palasport Villa D'Agri, Marsicovetere | Rinascita Lagonegro | 0 - 3 | Lupi Santa Croce  | 23-25, 22-25, 19-25               |
| 22ª Giornata - 6 marzo 2022 PalaParenti, Santa Croce sull'Arno        | Lupi Santa Croce    | 3 - 1 | Motta             | 25-21, 27-29, 25-23, 25-19        |
| 24ª Giornata - 20 marzo 2022 Palasport Comunale, Ortona               | Impavida Ortona     | 3 - 2 | Lupi Santa Croce  | 25-23, 19-25, 34-32, 24-26, 15-7  |
| 25ª Giornata - 27 marzo 2022 PalaBursi, Rubiera                       | Tricolore           | 3 - 1 | Lupi Santa Croce  | 23-25, 25-21, 25-17, 25-21        |
| 26ª Giornata - 7 aprile 2022 PalaParenti, Santa Croce sull'Arno       | Lupi Santa Croce    | 0 - 3 | Emma Villas       | 24-26, 21-25, 19-25               |

#### Play-off promozione
| Quarti di finale (gara 1) - 17 aprile 2022 PalaParenti, Santa Croce sull'Arno | Lupi Santa Croce  | 3 - 0 | Atlantide Brescia | 25-16, 25-19, 26-24        |
| Quarti di finale (gara 2) - 24 aprile 2022 PalaSanFilippo, Brescia            | Atlantide Brescia | 0 - 3 | Lupi Santa Croce  | 21-25, 21-25, 20-25        |
| Semifinali (gara 1) - 1º maggio 2022 PalaParenti, Santa Croce sull'Arno       | Lupi Santa Croce  | 1 - 3 | Cuneo             | 24-26, 26-24, 11-25, 21-25 |
| Semifinali (gara 2) - 8 maggio 2022 PalaCastagnaretta, Cuneo                  | Cuneo             | 3 - 0 | Lupi Santa Croce  | 25-22, 32-30, 25-20        |

### Coppa Italia di Serie A2
| Quarti di finale - 26 gennaio 2022 PalaParenti, Santa Croce sull'Arno | Lupi Santa Croce | 2 - 3 | Tricolore | 19-25, 25-19, 25-21, 24-26, 14-16 |

## Statistiche

### Statistiche di squadra
| Competizione             | Punti | In casa | In casa | In casa | In trasferta | In trasferta | In trasferta | Totale | Totale | Totale |
| Competizione             | Punti | G       | V       | P       | G            | V            | P            | G      | V      | P      |
| ------------------------ | ----- | ------- | ------- | ------- | ------------ | ------------ | ------------ | ------ | ------ | ------ |
| Serie A2                 | 47    | 14      | 8       | 6       | 14           | 8            | 6            | 28     | 16     | 12     |
| Coppa Italia di Serie A2 | -     | 1       | 0       | 1       | 0            | 0            | 0            | 1      | 0      | 1      |
| Totale                   | -     | 15      | 8       | 7       | 14           | 8            | 6            | 29     | 16     | 13     |

G = partite giocate; V = partite vinte; P = partite perse 

### Statistiche dei giocatori
| Giocatore      | Serie A2 | Serie A2 | Serie A2 | Serie A2 | Serie A2 | Coppa Italia di Serie A2 | Coppa Italia di Serie A2 | Coppa Italia di Serie A2 | Coppa Italia di Serie A2 | Coppa Italia di Serie A2 | Totale | Totale | Totale | Totale | Totale |
| Giocatore      | P        | PT       | AV       | MV       | BV       | P                        | PT                       | AV                       | MV                       | BV                       | P      | PT     | AV     | MV     | BV     |
| -------------- | -------- | -------- | -------- | -------- | -------- | ------------------------ | ------------------------ | ------------------------ | ------------------------ | ------------------------ | ------ | ------ | ------ | ------ | ------ |
| A. Acquarone   | 27       | 58       | 10       | 40       | 8        | 1                        | 1                        | 0                        | 1                        | 0                        | 28     | 59     | 10     | 41     | 8      |
| M. Arasomwan   | 28       | 209      | 167      | 37       | 5        | 1                        | 10                       | 8                        | 2                        | 0                        | 29     | 219    | 175    | 39     | 5      |
| F. de Souza    | 24       | 431      | 386      | 30       | 15       | 1                        | 19                       | 17                       | 0                        | 2                        | 25     | 450    | 403    | 30     | 17     |
| L. Caproni     | 9        | 13       | 9        | 4        | 0        | 0                        | 0                        | 0                        | 0                        | 0                        | 9      | 13     | 9      | 4      | 0      |
| L. Colli       | 28       | 285      | 232      | 26       | 27       | 1                        | 10                       | 9                        | 1                        | 0                        | 29     | 295    | 241    | 27     | 27     |
| M. Fedrizzi    | 27       | 489      | 391      | 28       | 70       | 1                        | 29                       | 28                       | 0                        | 1                        | 28     | 518    | 419    | 28     | 71     |
| A. Ferrini     | 21       | 46       | 39       | 1        | 6        | 1                        | 0                        | 0                        | 0                        | 0                        | 22     | 46     | 39     | 1      | 6      |
| R. Festi       | 28       | 191      | 122      | 57       | 12       | 1                        | 10                       | 6                        | 3                        | 1                        | 29     | 201    | 128    | 60     | 13     |
| D. Giovannetti | 2        | 0        | 0        | 0        | 0        | 0                        | 0                        | 0                        | 0                        | 0                        | 2      | 0      | 0      | 0      | 0      |
| F. Menchetti   | 1        | 0        | 0        | 0        | 0        | 0                        | 0                        | 0                        | 0                        | 0                        | 1      | 0      | 0      | 0      | 0      |
| D. Pace        | 28       | 0        | 0        | 0        | 0        | 1                        | 0                        | 0                        | 0                        | 0                        | 29     | 0      | 0      | 0      | 0      |
| T. Riccioni    | 1        | 0        | 0        | 0        | 0        | 0                        | 0                        | 0                        | 0                        | 0                        | 1      | 0      | 0      | 0      | 0      |
| G. Sposato     | 4        | 0        | 0        | 0        | 0        | 0                        | 0                        | 0                        | 0                        | 0                        | 4      | 0      | 0      | 0      | 0      |

P = presenze; PT = punti totali; AV = attacchi vincenti; MV = muri vincenti; BV = battute vincenti